# Peter Crombecq
Peter Crombecq (Antwerpen, 3 juni 1956) is een bierkenner en een Belgisch auteur van genealogische werken. Vanaf 1974 richtte hij zich intensief op het proeven van bier. Tien jaar later, in 1984, publiceerde hij het eerste Biersmaken zakboekje 1984-1985, wat leidde tot de oprichting van de Belgische bierconsumentenorganisatie De Objectieve Bierproevers op 8 december 1984. Tot 1997 was hij voorzitter van die vereniging met meer dan 2.500 leden. In 1990 was hij eveneens mede-oprichter van de 'European Beer Consumers Union' die meer dan 60.000 leden telt. Hij kende bierschrijver Michael Jackson goed en zij werkten samen aan het Belgische deel van diens boeken. Hij schreef meerdere werken over de Belgische, Nederlandse en Luxemburgse bieren. Met zijn laatste en meest persoonlijke werk ‘Crombecq’s keuze: de Bijzondere Bieren van de Benelux, gepubliceerd in 1996, sloot hij zijn biercarrière voorlopig af. Zijn werken verschenen bij uitgeverij Kosmos.
Vanaf 2004 verdiepte hij zich in de genealogie en verrichtte opzoekwerk dat hij zelf online publiceerde. Hij publiceerde ook meerdere artikels in de Vlaamse Stam, het genealogisch tijdschrift van Familiekunde Vlaanderen.
Crombecq is kernfysicus van opleiding, maar was zijn hele carrière actief in de IT-sector. Na een loopbaan in de privésector werd hij aangetrokken door de stad Antwerpen en werd er directeur van achtereenvolgens het Informaticacentrum Antwerpen, Telepolis, Digipolis, een samenwerkingsverband voor de informatisering van Antwerpen en Gent en het autonome gemeentebedrijf Digipolis Antwerpen. Op 6 september 2017 werd hij opgenomen in de lijst van de 150 ’s werelds meest beïnvloedende leiders op het vlak van Innovative Business Transformation.
Op 1 april 2022 ging Peter Crombecq met pensioen.